# عندق شبه بالي
عندق شبه بالي (الاسم العلمي: Nemipterus balinensoides) (بالإنجليزية: Dwarf threadfin bream)‏ هو نوع من الأسماك يتبع جنس العندق من فصيلة العندقات.